# Jeju Loveland
För andra betydelser, se Loveland.

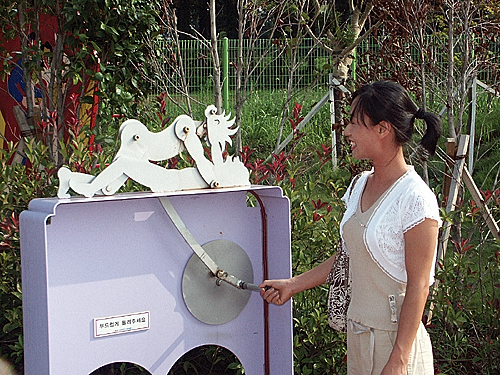
Interaktiv skulptur

Jeju Loveland (제주러브랜드), även känd som Love Land, är en skulpturpark som öppnades 2004 på ön Jeju i Sydkorea. Parkens tema är sexualitet. Det visas utbildningsfilmer om sexualitet och det finns 140 skulpturer som visar människor i olika sexuella ställningar.